# Kleiner Lafatscher
Der Kleine Lafatscher ist ein 2636 m ü. A. hoher Gipfel der Gleirsch-Halltal-Kette im Karwendel, der auf der westlichen Seite das Lafatscher Joch (2081 m ü. A.) flankiert. Er ist aus dem Halltal in ca. 4 Stunden erreichbar, beziehungsweise in 3 Stunden Gehzeit vom Hallerangerhaus (1768 m ü. A.) der Sektion Schwaben des Deutschen Alpenvereins oder in ebenso 3 Stunden von der Hallerangeralm. Am Lafatscher Joch beginnt der Gipfelanstieg über den Südostgrat (weglos, Stellen II-).
Durch die markante Nordostverschneidung führt eine der berühmtesten Kletterrouten des Karwendels, die am 5. Oktober 1930 von Matthias Auckenthaler und E. Pirkner ersbegannene Lafatscher Riesenverschneidung (Schwierigkeitsgrad VI). In anderen Quelle wird auch das Jahr 1929 als Erstbegehungsdatum genannt. In der linken Begrenzungswand der Riesenverschneidung gibt es inzwischen Routen im VIII. Schwierigkeitsgrad, und in der flacheren rechten Seite wurden Plaisirrouten im V Schwierigkeitsgrad eingerichtet.